# Denis Vaucher
Denis Vaucher (* 18. Februar 1898 in Fleurier; † 24. Februar 1993 in Bern) aus Bern war ein Schweizer Offizier, Skisportler und Gründer des Berner Sportgeschäfts Vaucher.

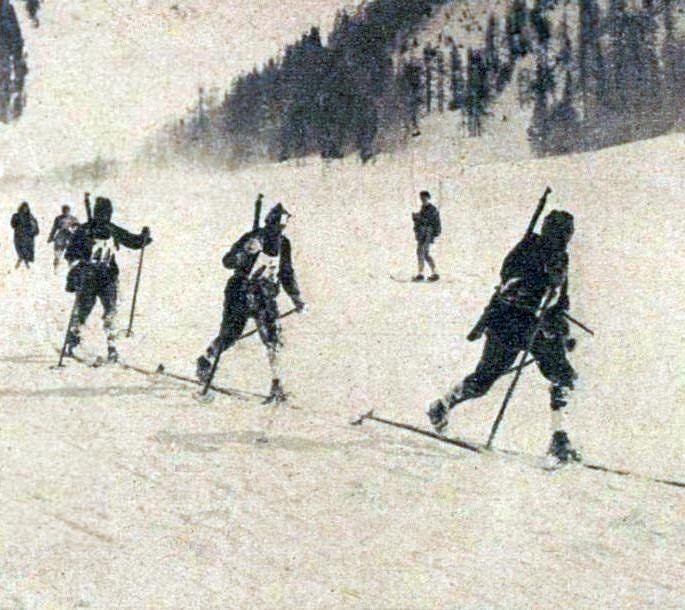
Die Schweizer Siegerpatrouille 1924

Bei den Olympischen Winterspielen 1924 war er Führer der Schweizer Mannschaft (Startnummer 41) beim Militärpatrouillenlauf, die in dieser Disziplin die Goldmedaille gewann. Vaucher war Mitglied im 1900 gegründeten Skiclub Bern. Der Militärpatrouillenlauf wurde 1926 vom Internationalen Olympischen Komitee zum Demonstrationsbewerb erklärt.
Nachdem Denis Vaucher zuvor die Sportabteilung der Firma Kaiser aufgebaut und geleitet hatte, eröffnete er nach deren Auflösung 1929 in Bern sein eigenes Sportartikelgeschäft am Bärenplatz 15 (heute Bärenplatz 9). Das Sortiment umfasste im Winter Holzski und Schlitten und im Sommer Tennisartikel. Seine Söhne machten Vaucher zum schweizweit grössten Sportgeschäft in Familienbesitz. Aufgrund des Konkurrenzdrucks musste nach der Schliessung des Stammhauses an der Marktgasse 2008 im Jahr 2016 die letzte Filiale der Vaucher AG, das Vaucher-Zentrum in Bümpliz, verkauft werden, das 2019 in Trophy Sport und Bike umbenannt wurde.